# Colla netrix
Colla netrix is een vlinder uit de familie van de echte spinners (Bombycidae). De wetenschappelijke naam van de soort is voor het eerst geldig gepubliceerd in 1789 door Caspar Stoll.